# Tephronia carieraria
Tephronia carieraria là một loài bướm đêm trong họ Geometridae.